# Телчице
Телчице (словен. Telčice) су насељено место у општини Севница, Посавска регија, Словенија.

## Историја
До територијалне реорганизације у Словенији биле су у саставу старе општине Севница.

## Становништво
У попису становништва из 2011. године, Телчице су имале 57 становника.
| Број становника према пописима | Број становника према пописима | Број становника према пописима |
| ------------------------------ | ------------------------------ | ------------------------------ |
| 1991                           | 2002                           | 2011                           |
| 58                             | 56                             | 57                             |